# Лас-Флорес (Каліфорнія)
Лас-Флорес (англ. Las Flores) — переписна місцевість (CDP) в США, в окрузі Орандж штату Каліфорнія. Населення — 5995 осіб (2020).

## Географія
Лас-Флорес розташований за координатами 33°34′57″ пн. ш. 117°37′27″ зх. д. / 33.58250° пн. ш. 117.62417° зх. д. (33.582599, -117.624056). За даними Бюро перепису населення США в 2010 році переписна місцевість мала площу 5,25 км², уся площа — суходіл. В 2017 році площа становила 5,75 км², уся площа — суходіл.

## Демографія
Згідно з переписом 2010 року, у селищі мешкала 5971 особа в 1916 домогосподарствах у складі 1553 родин. Густота населення становила 1137 осіб/км². Було 1969 помешкань (375/км²).
Расовий склад населення:
| - 75,2 % — білих - 13,1 % — азіатів - 1,5 % — чорних або афроамериканців - 0,4 % — корінних американців - 0,2 % — вихідців з тихоокеанських островів - 4,4 % — осіб інших рас |

До двох чи більше рас належало 5,3 %. Частка іспаномовних становила 16,5 % від усіх жителів.
За віковим діапазоном населення розподілялося таким чином: 34,0 % — особи молодші 18 років, 62,3 % — особи у віці 18—64 років, 3,7 % — особи у віці 65 років та старші. Медіана віку мешканця становила 33,2 року. На 100 осіб жіночої статі у селищі припадало 99,4 чоловіків; на 100 жінок у віці від 18 років та старших — 93,0 чоловіків також старших 18 років.
Середній дохід на одне домашнє господарство становив 159 073 долари США (медіана — 130 683), а середній дохід на одну сім'ю — 178 763 долари (медіана — 152 829). Медіана доходів становила 104 815 доларів для чоловіків та 59 583 долари для жінок. За межею бідності перебувало 3,8 % осіб, у тому числі 1,3 % дітей у віці до 18 років та 9,4 % осіб у віці 65 років та старших.
Цивільне працевлаштоване населення становило 3160 осіб. Основні галузі зайнятості: науковці, спеціалісти, менеджери — 18,7 %, освіта, охорона здоров'я та соціальна допомога — 16,9 %, роздрібна торгівля — 13,8 %, фінанси, страхування та нерухомість — 11,3 %.